# دومينيك كيفوفو
دومينيك كيفوفو (بالهولندية: Dominique Kivuvu)‏ (16 سبتمبر 1987 بأمستردام في هولندا - ) هو لاعب كرة قدم هولندي في مركز الوسط. شارك مع منتخب هولندا تحت 19 سنة لكرة القدم ومنتخب أنغولا لكرة القدم. أما مع النوادي، فقد لعب مع إن إي سي نيميخن وسي إف آر كلوج وكابوسكورب ونادي تلستار ‏ وMjällby AIF ‏.

## روابط خارجية
- دومينيك كيفوفو على موقع قاعدة بيانات كرة القدم.إي يو (الإنجليزية)
- دومينيك كيفوفو على موقع ناشيونال فوتبول تيمز (الإنجليزية)
- دومينيك كيفوفو على موقع Soccerway.com (الإنجليزية)
- دومينيك كيفوفو على موقع عالم كرة القدم.نت (الإنجليزية)
- دومينيك كيفوفو على موقع AS.com (الإسبانية)